# Priscila Buiar
Priscila Buiar (Maringá, 7 de novembro de 1991) é uma atriz e modelo brasileira, que se tornou mais conhecida por sua atuação nas séries "Magenta" e "Stupid Wife". Em 2022, ganhou o Rio Webfest e o Asia Web Awards na categoria de Melhor Atriz de Drama por sua atuação em "Stupid Wife".

## Biografia
Priscila Angélica Mattias Buiar nasceu na cidade de Maringá, Paraná. Começou a fazer teatro aos 9 anos no colégio. Aos quinze anos começou a trabalhar como modelo, e fez campanhas publicitárias. Em 2014, se formou em artes cênicas pela Universidade Estadual de Londrina (UEL), no Paraná. Após a conclusão da faculdade, se mudou para o Rio de Janeiro para trabalhar. Priscila é fluente em inglês e espanhol.

## Carreira
Buiar já fez diversos comerciais de televisão, como o da Niely Gold "Dê a volta por cima", ao lado de Giovanna Antonelli, além de peças teatrais como Hamlet Essencial, que estreou em 2015 no teatro Lonas Culturais, com direção de Diego Anttunes. Em 2017, com direção de Elder Gattely, viveu a personagem Linda Cipriani, no curta-metragem Fenômenos.
Em 2018, entrou para o elenco da websérie Magenta, da produtora Linha Produções. Com a personagem Manuela, Buiar alcançou o reconhecimento do publico, levando vários prêmios em festivais como o Rio Webfest. Com duas temporadas, Magenta se tornou uma das séries mais queridas entre o publico LGBT brasileiro. Ainda em 2018, fez uma participação na série do Porta dos Fundos, Borges, com a personagem Daniela Vianna.
Em agosto de 2022, Buiar protagonizou ao lado de Priscila Reis a websérie Stupid Wife, baseada na obra de Nathália Sodré, e produzida pela produtora Ponto Ação. Logo em seu primeiro episódio, a série já se tornou uma das mais comentadas na web, entrando para os trending topics do Twitter. A performance de Buiar foi muito elogiada pelo público e rendeu uma série de prêmios em festivais. Com três temporadas e dois especiais, Stupid Wife chegou ao fim em abril de 2024.
Em 2023, participou do curta-metragem Prayer Rio Version, pelo qual ganhou o prêmio de Melhor Atriz no Diamond Bell International Film Festival e no The Panama Series Festival. Em junho de 2024, Buiar entrou para o elenco da 12ª temporada da novela Reis, da TV Record, dando vida a personagem Ula. Ainda em 2024, fez parte do elenco do filme de terror Sala Escura, exibido nos cinemas em novembro. Em 2025, foi convidada para protagonizar o short filme americano A Matter Of Time, onde da vida a Milena.  

## Filmografia

### Televisão
| Ano  | Título                    | Papel               | Notas                     |
| ---- | ------------------------- | ------------------- | ------------------------- |
| 2017 | A Força do Querer         | Namorada do Claudio | Participação; 3 episódios |
| 2017 | O Rico e o Lázaro         |                     | Participação              |
| 2018 | Borges                    | Daniela Vianna      | Episódio: Tapicrepe       |
| 2019 | Amor sem Igual            | Joyce               | Participação; 2 episódios |
| 2021 | 58 Segundos               | Camila              | Episódio: Desculpe        |
| 2021 | Quanto Mais Vida, Melhor! |                     | Participação              |
| 2024 | Reis                      | Ula                 | 12ª Temporada             |
| 2025 | Reis                      | Ula                 | 13ª Temporada             |

### Internet
| Ano       | Título                   | Papel                 | Nota                     |
| --------- | ------------------------ | --------------------- | ------------------------ |
| 2016      | Azul É A Cor Mais Quente | Adele                 | Parodiar Filmes          |
| 2018–2020 | Magenta                  | Manuela               | Protagonista             |
| 2019      | Contos Latentes          | Manuela               | Participação; 1 episódio |
| 2019      | Encontro                 | Camila                | Recorrente               |
| 2019      | Marotos - Uma História   | Narcissa Malfoy       | Recorrente               |
| 2021      | Copo Descartável         | Samira                | Protagonista             |
| 2022–2024 | Stupid Wife              | Valentina Albuquerque | Protagonista             |

### Filmes
| Ano  | Título                                                        | Papel                     | Notas          |
| ---- | ------------------------------------------------------------- | ------------------------- | -------------- |
| 2007 | A Garota da Loja de Livros                                    | Vivian                    | Curta-metragem |
| 2010 | Duas Garotas. Um banheiro. Traição!                           | Bruna                     | Curta-metragem |
| 2016 | Olhos Vivos                                                   | Sofia                     | Curta-metragem |
| 2016 | Fenômenos                                                     | Linda Cipriani            | Curta-metragem |
| 2017 | Kaiser: The greatest footballer never to have played football | Namorada de Renato Gaúcho | Longa-metragem |
| 2019 | Looping                                                       | Zuleide                   | Longa-metragem |
| 2019 | Vermelho Profundo                                             | Wanda                     | Curta-metragem |
| 2019 | Castelos e Ruínas                                             | Lara                      | Curta-metragem |
| 2023 | Prayer Rio Version                                            | Camila                    | Curta-metragem |
| 2023 | Audição                                                       | Ela mesma                 | Documentário   |
| 2024 | Prayer Panama                                                 | Carla                     | Curta-metragem |
| 2024 | Sala Escura                                                   | Fabiana                   |                |
| 2024 | Mariana                                                       |                           | Longa-metragem |
| 2025 | Prayer Petrópolis                                             | Beatriz                   | Curta-metragem |
| 2025 | Prayer Hollywood                                              | Laura                     | Curta-metragem |
| 2025 | A Matter Of Time                                              | Milena                    | Short filme    |
| TBA  | O Som do Silêncio                                             | Catarina Coimbra          |                |

### Teatro
| Ano  | Título                                 | Notas                                          |
| ---- | -------------------------------------- | ---------------------------------------------- |
| 2013 | Recordações do tempo em que tinha boca | Casa de Cultura Londrina                       |
| 2015 | Hamlet Essencial                       | Lonas Culturais                                |
| 2016 | Sinfonia da Morte                      | Centro Cultural Municipal Laurinda Santos Lobo |

### Videoclipes
| Ano  | Canção          | Artista          |
| ---- | --------------- | ---------------- |
| 2016 | Nada se compara | Malta            |
| 2016 | Aquela Moça     | Senhor Bonifacio |

## Prêmios e Indicações
| Ano  | Premiação                                              | Categoria                                     | Trabalho Indicado  | Resultado | Ref.   |
| ---- | ------------------------------------------------------ | --------------------------------------------- | ------------------ | --------- | ------ |
| 2019 | Rio Webfest                                            | Melhor Elenco de Drama                        | Magenta            | Venceu    |        |
| 2020 | Asia Web Awards                                        | Melhor Atriz de Drama                         | Magenta            | Venceu    |        |
| 2020 | Rio Webfest                                            | Melhor Atriz de Drama                         | Magenta            | Indicada  |        |
| 2021 | Rio Webfest                                            | Melhor Atriz de Ação, Sci-Fi e Terror         | Copo Descartável   | Indicada  |        |
| 2021 | Asia Web Awards                                        | Best Actress in Action, Sci-Fi & Thriller     | Copo Descartável   | Venceu    |        |
| 2022 | Rio Webfest                                            | Melhor Atriz de Drama                         | Stupid Wife        | Venceu    | [ 11 ] |
| 2022 | Rio Webfest                                            | Melhor Elenco Drama                           | Stupid Wife        | Venceu    |        |
| 2022 | BreakTudo Awards                                       | Shipp de Ficção (com Priscila Reis)           | Stupid Wife        | Venceu    |        |
| 2022 | Asia Web Awards                                        | Melhor Elenco de Drama                        | Stupid Wife        | Venceu    |        |
| 2022 | Asia Web Awards                                        | Melhor Atriz de Drama                         | Stupid Wife        | Venceu    |        |
| 2023 | Rio Webfest                                            | Melhor Atriz de Drama                         | Stupid Wife        | Indicada  |        |
| 2023 | Rio Webfest                                            | Melhor Elenco de Drama                        | Stupid Wife        | Indicada  |        |
| 2023 | Rio Webfest                                            | Best Popular Vote Personality                 | Stupid Wife        | Venceu    | [ 12 ] |
| 2023 | Ancec - Agência Nacional de Cultura e Empreendedorismo | Cruz da Referência Nacional nas Artes Cênicas | Stupid Wife        | Venceu    |        |
| 2023 | Sec Awards                                             | Casal Favorito em Série (com Priscila Reis)   | Stupid Wife        | Indicada  |        |
| 2023 | International Online Web Fest                          | Best Newcomer Actress                         | Stupid Wife        | Venceu    |        |
| 2023 | NZ Web Fest                                            | Best Actress: Narrative                       | Stupid Wife        | Indicada  |        |
| 2023 | Hollywood Series Awards                                | Best Actress                                  | Stupid Wife        | Venceu    | [ 13 ] |
| 2023 | Acervo Awards                                          | Estrela em Ascenção                           | Ela mesma          | Venceu    |        |
| 2023 | Acervo Awards                                          | Dominou Tudo                                  | Ela mesma          | Venceu    |        |
| 2023 | Acervo Awards                                          | Crush do Ano                                  | Ela mesma          | Venceu    |        |
| 2023 | LA Web Awards                                          | Best Actress                                  | 58 Segundos        | Indicada  |        |
| 2024 | LA Web Awards                                          | Best Actress                                  | Stupid Wife        | Indicada  |        |
| 2024 | Sec Awards                                             | Casal/Ship Favorito (com Priscila Reis)       | Stupid Wife        | Venceu    | [ 14 ] |
| 2024 | Diamond Bell International Film Festival               | Best Actress                                  | Prayer Rio Version | Venceu    |        |
| 2024 | The Panama Series Festival                             | Best Actress                                  | Prayer Rio Version | Venceu    |        |
| 2024 | Swedish International Film Festival                    | Best Actress                                  | Prayer Rio Version | Venceu    |        |
| 2024 | British Web Awards                                     | Best Actress                                  | Prayer Rio Version | Indicada  |        |
| 2024 | Prêmio Jovem Brasileiro                                | Influencer Fitness                            | Ela mesma          | Venceu    | [ 15 ] |
| 2024 | BreakTudo Awards                                       | Shipp de Ficção (com Priscila Reis)           | Stupid Wife        | Indicada  |        |
| 2024 | NZ Web Fest                                            | Best Actress: Narrative                       | Stupid Wife        | Indicada  |        |
| 2024 | Rio Webfest                                            | Melhor Elenco de Drama                        | Stupid Wife        | Indicada  |        |
| 2024 | Rio Webfest                                            | Melhor Atriz de Drama                         | Stupid Wife        | Indicada  |        |
| 2024 | Rio Webfest                                            | Best Popular Vote Personality                 | Stupid Wife        | Venceu    |        |
| 2025 | LA Web Awards                                          | Best Actress                                  | Stupid Wife        | Venceu    |        |